# Pecorino stagionato in foglie di noce
Il pecorino stagionato in foglie di noce, prodotto in forme da 1/1,5 kg dal classico aspetto rotondeggiante, con base di circa 15 cm, è un formaggio tipico della provincia di Siena, e del comune di Montefollonico in particolar modo, per la produzione del quale viene utilizzato esclusivamente il latte di pecore importate appositamente dalla Sardegna.
Si tratta di un prodotto caseario a pasta semi-dura non eccessivamente omogenea, al gusto come all'aspetto, giallino con diverse tonalità all'interno, più scuro nella crosta.
Tra le peculiarità proprie di questo pecorino ricordiamo la particolare stagionatura, divisa in due differenti momenti, il secondo dei quali avviene, per un periodo non inferiore ai tre mesi, nelle tradizionali giare di terracotta insieme alle foglie che gli danno il nome, e il caratteristico sapore.
L'origine del "Formaggio alle Noci" risale agli anni '60 del 900 da un norcino romano di nome Mario Sartini, il quale contestualmente creò anche altri formaggi, tra i quali troviamo anche il "Formaggio col Salmone". 